# Liriomyza schmidtiana
Liriomyza schmidtiana är en tvåvingeart som beskrevs av Spencer 1973. Liriomyza schmidtiana ingår i släktet Liriomyza och familjen minerarflugor.
Artens utbredningsområde är Costa Rica. Inga underarter finns listade i Catalogue of Life.